# Syndrome de carence congénitale en iode
 (août 2024).
 Mise en garde médicale
Le syndrome de carence congénitale en iode, autrefois appelé crétinisme endémique, est une déficience intellectuelle associée à des problèmes d'audition ou à une petite taille résultant d'un goitre endémique . D'autres symptômes incluent une peau sèche, des réflexes anormaux, une mauvaise coordination, un strabisme, une constipation et des modifications de la voix . Un goitre peut également apparaître .
Cette maladie est due à une carence en iode de la mère ou du bébé en raison d’un apport alimentaire insuffisant ,. Le début est estimé entre 3 et 8 mois d' âge gestationnel . La consommation excessive de manioc peut également contribuer à ce problème . Elle se divise en deux types : neurologique et myxœdémateuse . Les cas moins graves sont appelés «°subcliniques°» . Il s'agit ďun type d'hypothyroïdie à la naissance (hypothyroïdie congénitale) .
La prévention consiste à traiter la carence en iode avant que les femmes ne tombent enceintes. Les efforts incluent l’iodation de tout le sel et la supplémentation d’huile iodée ,. Le traitement comprend l’utilisation de la lévothyroxine et la supplementation en iode ,. Cependant, tous les symptômes ne peuvent pas être réversibles avec le traitement .
Le syndrome de carence congénitale en iode est rare dans les pays développés . Dans une population gravement pauvre en iode, jusqu'à 10 à 30 % de la population peut être affectée . C’était auparavant la cause la plus courante de déficience intellectuelle évitable . Le terme original pour désigner l'hypothyroïdie congénitale non traitée était « crétinisme », entré en usage en 1754 dans l'Encyclopédie de Denis Diderot ,. A cette époque, il était courant en Suisse et dans le nord de l'Italie .